# 栩木玲子
栩木 玲子（とちぎ れいこ、1960年 - ）は、日本のアメリカ文学・アメリカ文化研究者、翻訳家。
法政大学国際文化学部国際文化学科教授。専門はアメリカ現代文学、映像文化。
夫は早稲田大学教授の栩木伸明。

## 来歴
米国・カリフォルニア州サンフランシスコ出身。1980年神奈川県立外語短期大学卒業。1983年上智大学文学部英文学科卒業。1988年上智大学大学院文学研究科英米文学専攻博士後期課程単位取得満期退学。上智大学在学中から映画やテレビ番組の吹き替え翻訳などに関わる。
1989年東京純心女子短期大学専任講師、1994年上智短期大学専任講師、1997年同助教授。1999年法政大学第一教養部助教授、2002年同教授。2003年より法政大学国際文化学部教授。
2004年度、コロンビア大学映画研究科客員研究員。

## 受賞歴
- サウンディングズ英語英米文学会より刈田賞受賞　1992年
- 第6回BABEL国際翻訳大賞新人賞（ラリー・マキャフリー『アヴァン・ポップ』共訳など）　1996年

## 著作

### 共編著
- 『英語で読む科学の世界』（アラン・ウェインライト共著、三修社） 1994
- 『ハイパーヴォイス - ジェンダー、ジャンルを越えて交差/融合する主体としての声』（ジャストシステム） 1996

有満麻美子, ミルキィ・イソベ, 大原まり子, 伊藤比呂美, キャロリン・ガイア他共著
- 『The American Universe of English :アメリカの心と交わるリーディング』（佐藤良明共編、東京大学出版会） 2010
- 『ポール・オースター　現代作家ガイド』（飯野友幸編著、柴田元幸・秋元孝文・上田麻由子共著、彩流社） 1996、増補版1999、増訂版2013
- 『国境を越えるヒューマニズム』（鈴木靖編、共著、法政大学出版局、国際社会人叢書） 2013
- 『〈境界〉を生きる思想家たち』（編、法政大学出版局） 2016

### 翻訳
- 『アヴァン・ポップ』（ラリー・マキャフリー、巽孝之, 越川芳明編訳、共訳、筑摩書房） 1995、増補新版 2007
- 『聖ディヴァイン』（バーナード・ジェイ、青土社） 1996
- 『イーハブ・ハッサンの鷲と太陽 行き場をなくした日本人へ』（イーハブ・ハッサン、彩流社） 1998
- 『モンスター・ショー 怪奇映画の文化史』（デイヴィッド・J・スカル、国書刊行会） 1998
- 『男たちの知らない女 フェミニストのためのサイエンス・フィクション』（マーリーン・S・バー、小谷真理, 鈴木淑美共訳、勁草書房） 1999
- 『ザ・ライフルズ』（ウィリアム・T・ヴォルマン、国書刊行会） 2001
- 『ビョークが行く』（エヴェリン・マクドネル、新潮社） 2003
- 『死をデザインする』（ティモシー・リアリー、アップリンク） 2005
- 『女水兵ルーシー・ブルーアの冒険』（ナサニエル・カヴァリー、松柏社、アメリカ古典大衆小説コレクション） 2010
- 『LAヴァイス』（トマス・ピンチョン、佐藤良明共訳、新潮社） 2012
- 『とうもろこしの乙女、あるいは七つの悪夢 ジョイス・キャロル・オーツ傑作選』（ジョイス・キャロル・オーツ、河出書房新社） 2013
- 『もう一度』（トム・マッカーシー、新潮社） 2014
- 『愛の深まり』（アリス・マンロー、彩流社） 2014
- 『忘れがたき日々 ジョン・レノン、オノ・ヨーコと過ごして』（ジョナサン・コット、岩波書店） 2015
- 『邪眼 うまくいかない愛をめぐる4つの中篇』（ジョイス・キャロル・オーツ、河出書房新社） 2016
- 『ミルクマン』（アンナ・バーンズ、河出書房新社） 2020
- 『ブリーディング・エッジ』（トマス・ピンチョン、佐藤良明共訳、新潮社） 2021
- 『無限角形　1001の砂漠の断章』（コラム・マッキャン、早川書房） 2023

### その他
- 『リトル・チャロ NHKラジオストーリーブック』（わかぎゑふ原作、佐藤良明共英語脚本、日本放送出版協会、語学シリーズ） 2008

## 参考資料
- 日外アソシエーツ人物情報